# Silviano Delgado
Silviano Delgado Valladolid es un exfutbolista mexicano nacido el 4 de septiembre de 1968 en Coatzacoalcos se desempeñó como Defensa su último club profesional fue Delfines de Coatzacoalcos de la Primera División A de México.

## Trayectoria
Debuta con Puebla en la 91-92 pasando al Toluca para la 95-96. Desde el Invierno 96 está ligado al equipo de Morelia, donde ha perdido la regularidad.

### Clubes
| Club                      | País                | Año         | Partidos | Goles | Media |
| ------------------------- | ------------------- | ----------- | -------- | ----- | ----- |
| Puebla Fútbol Club        | México              | 1988 - 1995 | 59       | 2     | 0.03  |
| Deportivo Toluca          | México              | 1995 - 1996 | 15       | 0     | 0     |
| Monarcas Morelia          | México              | 1996 - 2000 | 50       | 0     | 0     |
| Lagartos de Tabasco       | México              | 2000 - 2001 | 23       | 1     | 0.04  |
| Alacranes de Durango      | México              | 2002        | 11       | 0     | 0     |
| Albinegros de Orizaba     | México              | 2002        | 14       | 1     | 0.07  |
| Delfines de Coatzacoalcos | México              | 2003 - 2004 | 13       | 0     | 0     |
| Total en su carrera       | Total en su carrera | 1988 - 2004 | 185      | 4     | 0.16  |

## Selección nacional

### Categorías interiores
Selección Sub-23
A nivel internacional, fue miembro de la Selección de fútbol de México que compiten en los Juegos Olímpicos de 1992 en Barcelona, España. Delgado fue titular en los tres partidos en el torneo.
Participaciones en Juegos Olímpicos
| Torneo                   | Sede   | Resultado    |
| ------------------------ | ------ | ------------ |
| Juegos Olímpicos de 1992 | España | Primera fase |

Partidos
| # | Fecha               | Rival     | Sede      | Estadio               | Resultado              | Competición              |
| - | ------------------- | --------- | --------- | --------------------- | ---------------------- | ------------------------ |
| 1 | 26 de julio de 1992 | Dinamarca | Zaragoza  | Estadio La Romareda   | México 1 - 1 Dinamarca | Juegos Olímpicos de 1992 |
| 2 | 28 de julio de 1992 | Australia | Barcelona | Estadio de Sarrià     | México 1 - 1 Australia | Juegos Olímpicos de 1992 |
| 3 | 30 de julio de 1992 | Ghana     | Sabadell  | Estadi Nova Creu Alta | México 1 - 1 Ghana     | Juegos Olímpicos de 1992 |

- Datos: Q7517065